# Abierto Zapopan 2021
Abierto Zapopan 2021 byl tenisový turnaj pořádaný jako součást ženského okruhu WTA Tour, který se odehrával na dvorcích s tvrdým povrchem Panamerického tenisového centra v Zapopanu. Probíhal mezi 8. až 13. březnem 2021 v mexickém metropolitním okrese Guadalajara jako druhý ročník turnaje.
Událost založená v roce 2019 na nižším okruhu WTA 125K měla rozpočet 235 238 dolarů. Řadila se do kategorie WTA 250. Nejvýše nasazenou hráčkou ve dvouhře se stala čtyřicátá pátá tenistka světa Nadia Podoroská z Argentiny. Jako poslední přímá účastnice do dvouhry nastoupila 130. hráčka žebříčku, Švýcarka Viktorija Golubicová.
Premiérový titul na okruhu WTA Tour vybojovala ve dvouhře 24letá Španělka Sara Sorribesová Tormová. První společnou trofej a druhé individuální tituly ve čtyřhře vyhrály Australanky Ellen Perezová a Astra Sharmaová.

## Distribuce bodů a finančních odměn

### Distribuce bodů
| Soutěž  | vítězky | finalistky | semifinalistky | čtvrtfinalistky | 16 v kole | 32 v kole | Q  | Q2 | Q1 |
| ------- | ------- | ---------- | -------------- | --------------- | --------- | --------- | -- | -- | -- |
| dvouhra | 280     | 180        | 110            | 60              | 30        | 1         | 18 | 12 | 1  |
| čtyřhra | 280     | 180        | 110            | 60              | 1         | —         | —  | —  | —  |

### Finanční odměny
| dvouhra                               | 29 200 $ | 16 398 $ | 10 100 $ | 5 800 $ | 3 675 $ | 2 675 $ | 1 950 $ | 1 270 $ |
| čtyřhra                               | 10 300 $ | 6 000 $  | 3 800 $  | 2 300 $ | 1 750 $ | —       | —       | —       |
| částky ve čtyřhře jsou uváděny na pár |          |          |          |         |         |         |         |         |

## Ženská dvouhra

### Nasazení
| Stát                          | Hráčka                   | WTA | Nasazení |
| ----------------------------- | ------------------------ | --- | -------- |
| Argentina                     | Nadia Podoroská          | 45. | 1.       |
| Česko                         | Marie Bouzková           | 50. | 2.       |
| Rusko                         | Anna Blinkovová          | 69. | 3.       |
| Španělsko                     | Sara Sorribesová Tormová | 70. | 4.       |
| Japonsko                      | Nao Hibinová             | 78. | 5.       |
| Černá Hora                    | Danka Kovinićová         | 84. | 6.       |
| Kanada                        | Leylah Fernandezová      | 87. | 7.       |
| Slovinsko                     | Kaja Juvanová            | 91. | 8.       |
| Žebříček WTA k 1. březnu 2021 |                          |     |          |

### Jiné formy účasti
Následující hráčky obdržely divokou kartu do hlavní soutěže:
- Eugenie Bouchardová
- Katie Volynetsová
- Renata Zarazúová

Následující hráčky nastoupily do hlavní soutěže pod žebříčkovou ochranou:
- Mihaela Buzărnescuová
- Anna Karolína Schmiedlová
- Coco Vandewegheová

Následující hráčky si zajistily postup do hlavní soutěže v kvalifikaci:
- Elisabetta Cocciarettová
- Lauren Davisová
- Caroline Dolehideová
- Leonie Küngová
- Giuliana Olmosová
- Astra Sharmaová

Následující hráčka postoupila jako tzv. šťastná poražená:
- Harriet Dartová

### Odhlášení
před zahájením turnaje
- Kristie Ahnová → nahradila ji  Anna Kalinská
- Darja Gavrilovová → nahradila ji  Greet Minnenová
- Viktorija Golubicová → nahradila ji  Harriet Dartová
- Kateryna Kozlovová → nahradila ji  Anna-Lena Friedsamová
- Jasmine Paoliniová → nahradila ji  Wang Si-jü
- Sloane Stephensová → nahradila ji  Katarzyna Kawaová
- Arantxa Rusová → nahradila ji  Eugenie Bouchardová

## Ženská čtyřhra

### Nasazení
| Stát                                                                      | Hráčka                | Stát      | Hráčka                | WTA  | Nasazení |
| ------------------------------------------------------------------------- | --------------------- | --------- | --------------------- | ---- | -------- |
| USA                                                                       | Desirae Krawczyková   | Mexiko    | Giuliana Olmosová     | 75.  | 1.       |
| USA                                                                       | Caroline Dolehideová  | USA       | Vania Kingová         | 128. | 2.       |
| Austrálie                                                                 | Ellen Perezová        | Austrálie | Astra Sharmaová       | 165. | 3.       |
| Rumunsko                                                                  | Mihaela Buzărnescuová | Německo   | Anna-Lena Friedsamová | 185. | 4.       |
| Žebříček WTA k 1. březnu 2021; číslo je součtem umístění obou členek páru |                       |           |                       |      |          |

### Jiné formy účasti
Následující páry obdržely divokou kartu do čtyřhry:
- Eugenie Bouchardová /  Coco Vandewegheová
- Leylah Fernandezová /  Renata Zarazúová

Následující pár nastoupil do čtyřhry z pozice náhradníka:
- Ingrid Neelová /  Tamara Zidanšeková

### Odhlášení
před zahájením turnaje
- Arantxa Rusová /  Tamara Zidanšeková → nahradily je  Anna Danilinová /   Ingrid Neelová

### Skrečování
- Aliona Bolsovová /  Danka Kovinićová

## Přehled finále

### Ženská dvouhra
- -  Sara Sorribesová Tormová vs.  Eugenie Bouchardová 6–2, 7–5

### Ženská čtyřhra
- Ellen Perezová /  Astra Sharmaová vs.  Desirae Krawczyková /  Giuliana Olmosová 6–4, 6–4